# صفیه همدانی
صفیه همدانی زنی بود که در زمان خدمت رضاخان در همدان با او ازدواج کرد. آن‌ها پس از مدتی از هم جدا شدند. در برخی منابع از جمله خاطرات حسین فردوست آمده‌است که رضاخان یک سال بعد، او را طلاق داد و در برخی منابع دیگر گفته‌اند که عقد آن دو ازدواج موقت بوده‌است. همدم‌السلطنه پهلوی را بسیاری منابع فرزند صفیه و برخی منابع فرزند مریم سوادکوهی شمرده‌اند.